# واندا ۱۰۵۷
سیارک ۱۰۵۷ (به انگلیسی: 1057 Wanda، نامگذاری:1925QB) هزار و پنجاه و هفتمین سیارک کشف شده‌است که در ۱۶ اوت ۱۹۲۵ و در رصدخانه سایمیز کشف شد.
قدر مطلق سیارک برابر ۱۰٫۹۶ است.